# Slaughter to Prevail
Slaughter to Prevail (рус. Доминирование путём насилия) — российская дэткор-группа, основанная в 2014 году в Екатеринбурге. Коллектив основан бессменным вокалистом Александром Шиколаем, известным также как Alex Terrible, и соло-гитаристом Джеком Симмонсом. В настоящее время группа базируется в Орландо, Флорида.

## История

### Начало группы, EP Chapters Of Misery (2013—2015)
В 2013 году Александру Шиколаю в Facebook написал Джек Симмонс, основатель и участник группы Acrania, с предложением создать совместный проект. Александр согласился. Интересно, что незадолго до этого Александр искал примеры логотипов групп в классическом стиле дэткор и наткнулся на логотип Acrania.
В ноябре группа отправилась выступать в Бельгию совместно с дэтграйнд-группой Aborted. В январе 2016 года группу покинули бас-гитарист Филипп Кучерявых и гитарист Ярослав Антоненко. Чуть позже было объявлено, что Slaughter to Prevail официально были подписаны американским лейблом Sumerian Records, на котором записываются такие команды как Asking Alexandria, Betraying the Martyrs, Oceano и I See Stars. В марте был выпущен сингл и playthrough-видео на «As the Vultures Circle», который войдёт в переиздание ЕР Chapters of Misery. В мае группа отправилась в Великобританию записывать свой дебютный полноформатник. Также группа стала одним из участников ежегодного американского The Summer Slaughter Tour, где они будут выступать с Cannibal Corpse, Carnifex, Nile, After the Burial, Suffocation, и многими другими.
Первый сингл группы, «Crowned and Conquered», был выпущен в сентябре 2014 года. Это была совместная работа c гитаристом Rings of Saturn Лукасом Манном. После его выхода группа стала моментально набирать популярность. Уже существующая благодаря каверам фан-база Александра Шиколая и совместный трек с участником группы в жанре сделали свое дело.
В январе 2015 года по версии американского портала Chugcore группа заняла второе место на Chugcore Readers Choice 2014 в номинации Final Results Best Death MetalSlam Single.
Растущая популярность в итоге привела к тому, что уже в апреле 2015 года группа отправилась в европейский тур вместе с Ingested и Acranius. И это при том, что Slaughter to Prevail до этого не дали ни одного концерта даже в России. В результате этого на них стали обращать внимание зарубежные слушатели. В Европе выступления группы были оценены высоко.
В марте 2015 года Slaughter to Prevail отправились в мини-тур по России, а в июле группа приняла участие в фестивалях Tech-Fest 2015 и Plague Fest 2015 в Великобритании, играя на одной сцене с такими группами, как Betraying the Martyrs, Acrania, Bleed from Within, Martyr Defiled.
Дебютный релиз, мини-альбом Chapters of Misery, был выпущен 25 мая. Он в считанные дни занял лидирующие позиции по продажам в сети, а в сентябре Slaughter to Prevail опять отправились в Великобританию на Ghostfest. Просуществовав год, группа уже трижды выступала за рубежом, что для отечественной сцены уже является выдающимся показателем. В ноябре 2015 года группа дала уже второй тур по Европе.
В декабре 2015 года группу покинули гитарист Ярослав Антоненко и бас-гитарист Филипп Кучерявых.

### Контракт с Sumerian Records (с 2016)
В январе 2016 года группа подписала контракт с американским лейблом Sumerian Records, который также продюсирует такие группы, как Asking Alexandria, Betraying the Martyrs, Born of Osiris, Capture, Periphery и I See Stars. Об этом лейбл сообщил на своём официальном сайте. В мае группа выпустила под новым лейблом альбом Chapters of Misery [Reissue] — переиздание старого EP.

### Первые два тура по Америке (2016—2017)
Летом группа отправляется в свой первый тур по Америке под названием The Summer Slaughter Tour 2016. Также в нём принимали участие такие известные исполнители, как Cannibal Corpse, Nile, After the Burial, Suffocation, Carnifex, Revocation, Krisiun и Ingested. Тур прошёл в 23 городах с 23 июля по 21 августа 2016 года.
В Апреле 2017 года группа отправилась во второй тур по Штатам с такими командами, как Oceano, No Zodiac и др. Также стало известно, что группа снова примет участие в крупнейшем американском туре Summer Slaughter 2017, и будет разделять сцену с такими группами, как The Black Dahlia Murder, Oceano, The Faceless, Betrayng the Martyrs, Rings of Saturn, Origin.
Также стало известно, что новым басистом группы стал Михаил Петров, основатель и гитарист группы из Санкт-Петербурга My Autumn.

### Первый студийный альбом «Misery Sermon» (2015—2017)
26 марта 2017 года лидер группы Александр Шиколай заявил, что первый альбом группы выйдет 5 мая этого же года под названием Misery Sermon. На следующий день в сеть был слит трек «King». Сам студийный альбом был опубликован в сети 4 мая 2017 года, на день раньше официальной даты релиза.
В августе 2019 года группа объявила о предстоящем туре по странам СНГ. Тур начался 15 ноября и продлился до 19 декабря. За это время группа провела порядка 29 концертов в разных городах. Были посещены такие страны как Казахстан, Кыргызстан, Украина, Беларусь и Россия.

### Kostolom (2017—2021)
30 марта 2018 года ушёл ритм-гитарист Джаред Дельдаго, который также играл на соло-гитаре. На замену ему пришёл Джастин Кубас, который ушёл в мае того же года. Спустя 3 месяца, 18 августа пришёл на замену Роберт Браун.
22 мая 2018 года ушёл барабанщик группы Антон Поддячий и на замену ему пришёл новый барабанщик Евгений Новиков
9 сентября 2019 года выходит сингл «Agony» к альбому Kostolom.
28 апреля 2020 года выходит сингл DEMOLISHER.
14 июня 2020 года вернулся соло-гитарист Джек Симмонс, который был ещё с начального состава. А 27 апреля 2021 года вернулся Дмитрий Мамедов, который тоже входил в начальный состав группы.
В мае 2021 года выходит сингл «Baba Yaga» вместе с клипом.
15 июля 2021 года выходит сингл Zavali Ebalo и под описанием трека на ютубе была написана дата выхода альбома Kostolom: 13 августа 2021 года.
13 августа 2021 года выходит второй студийный альбом группы Kostolom.

### Альбом «GRIZZLY» (2022-2025)
Во второй половине 2022 года группа переехала в Орландо, штат Флорида.
В августе 2022 года вышел сингл «1984». Трек является реакцией на вторжение России на Украину, которое Шиколай от лица группы осудил ранее, а его название отсылает к одноимённому роману Джорджа Оруэлла.
28 июля 2023 года вышел новый сингл к альбому под названием VIKING.
28 февраля 2024 года вышел сингл под названием Conflict.
24 мая 2024 вышел сингл под названием Kid Of Darkness.
15 октября 2024 вышел сингл под названием Behelit, который имеет более облегчённый звук и в песне слышны звуки оркестра.
22 марта 2025 Александр Шиколай в своём телеграм-канале заявил о том, что альбом «GRIZZLY» полностью готов. Релиз альбома планируется к июлю.
23 апреля 2025 вышел сингл под названием Russian Grizzly In America вместе с клипом.
18 июля 2025 вышел третий студийный альбом «GRIZZLY»

## Стиль и влияния
Slaughter to Prevail в основном описывается как дэткор, с основным акцентом на чрезвычайно глубокий гортанный вокал Шиколая. Александр Шиколай упоминал, что группа находилась под влиянием других известных дэткор-групп, таких как Suicide Silence, Bring Me the Horizon и Carnifex. Kostolom отметил стилистический сдвиг, при этом рецензенты отметили влияние ню-метала, группы «Гражданская Оборона» и такого как Iowa группы Slipknot.

## Состав

### Текущий состав
- Александр Шиколай («Alex Terrible») — ведущий вокал (2014 — настоящее время)
- Джек Симмонс — соло-гитара, бэк-вокал и ритм-гитара (2014—2017, 2020 — настоящее время; был на записи материала с 2017—2020)
- Дмитрий Мамедов — ритм-гитара (2015, 2021 — настоящее время)
- Михаил Петров — бас-гитара (2016 — настоящее время)
- Евгений Новиков — ударные (2018 — настоящее время)

### Бывшие участники
- Максим Задорин — ритм-гитара (2014—2015)
- Сэм Боннет — ритм-гитара (2015—2016)
- Филипп Кучерявых — бас-гитара (2014—2016)
- Антон Поддячий — ударные (2014—2018)
- Джаред Дельгадо — ритм- и соло-гитара (2017—2018)
- Джастин Кубас — ритм- и соло-гитара (2018)
- Роберт Браун — ритм- и соло-гитара (2018—2020)

## Дискография

### Мини-альбомы
- Chapters of Misery (2015, официально переиздан лейблом Sumerian Records в 2016)

### Студийные альбомы
- Misery Sermon (2017)
- Kostolom (2021)
- GRIZZLY (2025)

### Концертные альбомы
- Live in Moscow (2023)

### Синглы
- Crowned & Conquered (2014)
- As the Vultures Circle (2016)
- King (2017)
- Chronic Slaughter (2017)
- Agony (2019)
- Demolisher (2020)
- Baba Yaga (2021)
- Zavali Ebalo (2021)
- 1984 (2022)
- Viking (2023)
- Conflict (2024)
- Kid Of Darkness (2024)
- Behelit (2024)
- Russian Grizzly In America (2025)
- Song 3 (2025)

## Видеография
| Клип                         | Дата выхода     |
| ---------------------------- | --------------- |
| «Hell (Ад)»                  | 15 февраля 2015 |
| «Misery (Страдание)»         | 6 апреля 2015   |
| «As the Vultures Circle»     | 18 марта 2016   |
| «Chronic Slaughter»          | 21 апреля 2017  |
| «Agony»                      | 9 сентября 2019 |
| «DEMOLISHER»                 | 28 апреля 2020  |
| «Baba Yaga»                  | 20 мая 2021     |
| «Zavali Ebalo»               | 15 июля 2021    |
| «1984»                       | 9 августа 2022  |
| «Viking»                     | 28 июля 2023    |
| «Conflict»                   | 28 февраля 2024 |
| «Kid Of Darkness» (K.O.D.)   | 24 мая 2024     |
| «Behelit»                    | 15 октября 2024 |
| «Russian Grizzly In America» | 23 апреля 2025  |

### Комментарии
1. ↑  употребляется лидером группы